# 紅外線溫度計

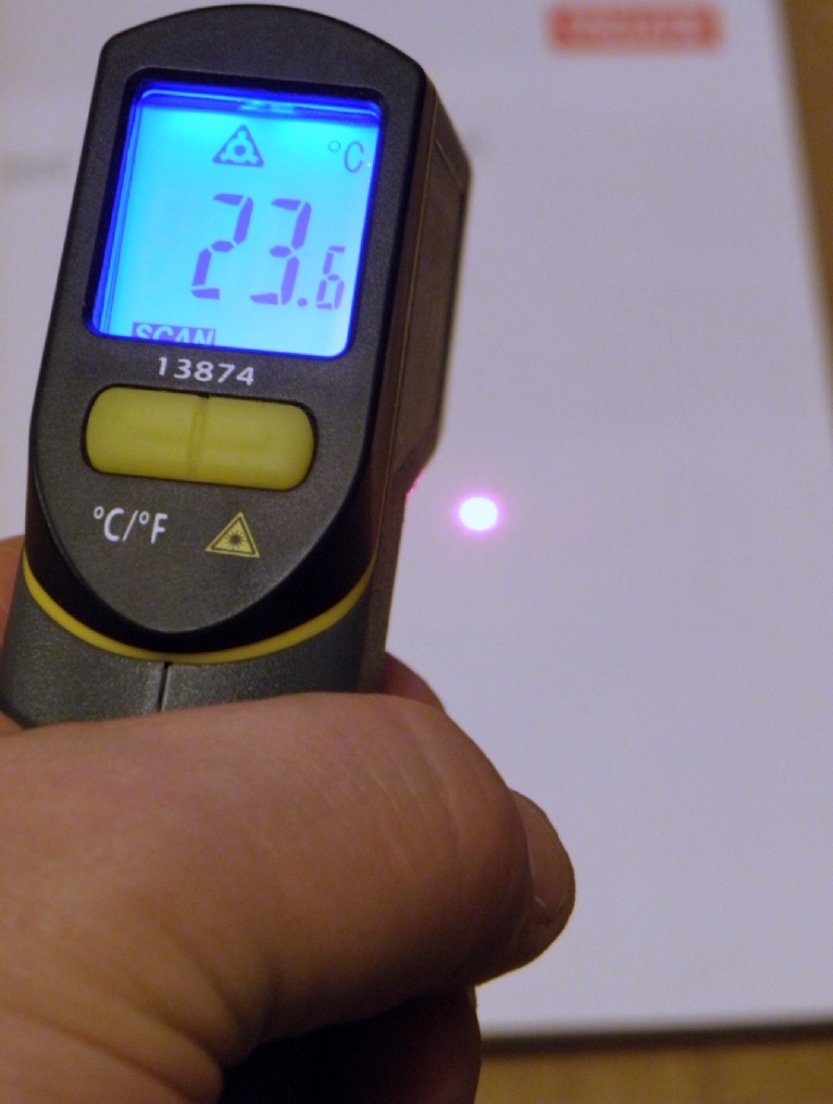
紅外線測溫槍

紅外線溫度計，常分為固定式測溫儀與手持式測溫槍（例如额温枪），是一种使用偵測物體表面的紅外線強度、波長，進而達成溫度測量的温度计。因为紅外線強度越大、波長越短代表温度越高，所以可以使用红外线测量温度，测量范围一般在400 ℃以内，最高可达3000℃，测量误差在 1～3% 之間。
紅外線溫度計常備有雷射指引，幫助用戶確定測量區域。

## 原理
將被测物體輻射出的紅外線用透鏡聚集於檢測器上，經過計算紅外線的強度與波長，顯示為溫度讀數。

## 優點
- 不用直接接觸待測物。
- 可測量高溫。
- 反應時間快。
- 支援多種訊號輸出[2]。

## 缺点
- 需要针对不同的被测物体设定不同的物体红外发射率[3]。
- 容易受到物体表面反射的影响。
- 只能测物体表面温度，不能测量物体内部[4]。

## 注意事项
- 测温仪以45˚~90˚夾角对准被测物体表面。
- 8-14um波長不能穿透玻璃进行测温[4]。
- 短波長可穿透玻璃量測[2]。
- 短波長可用於測量金屬表面溫度[2]。